# Hugonotes en Sudáfrica

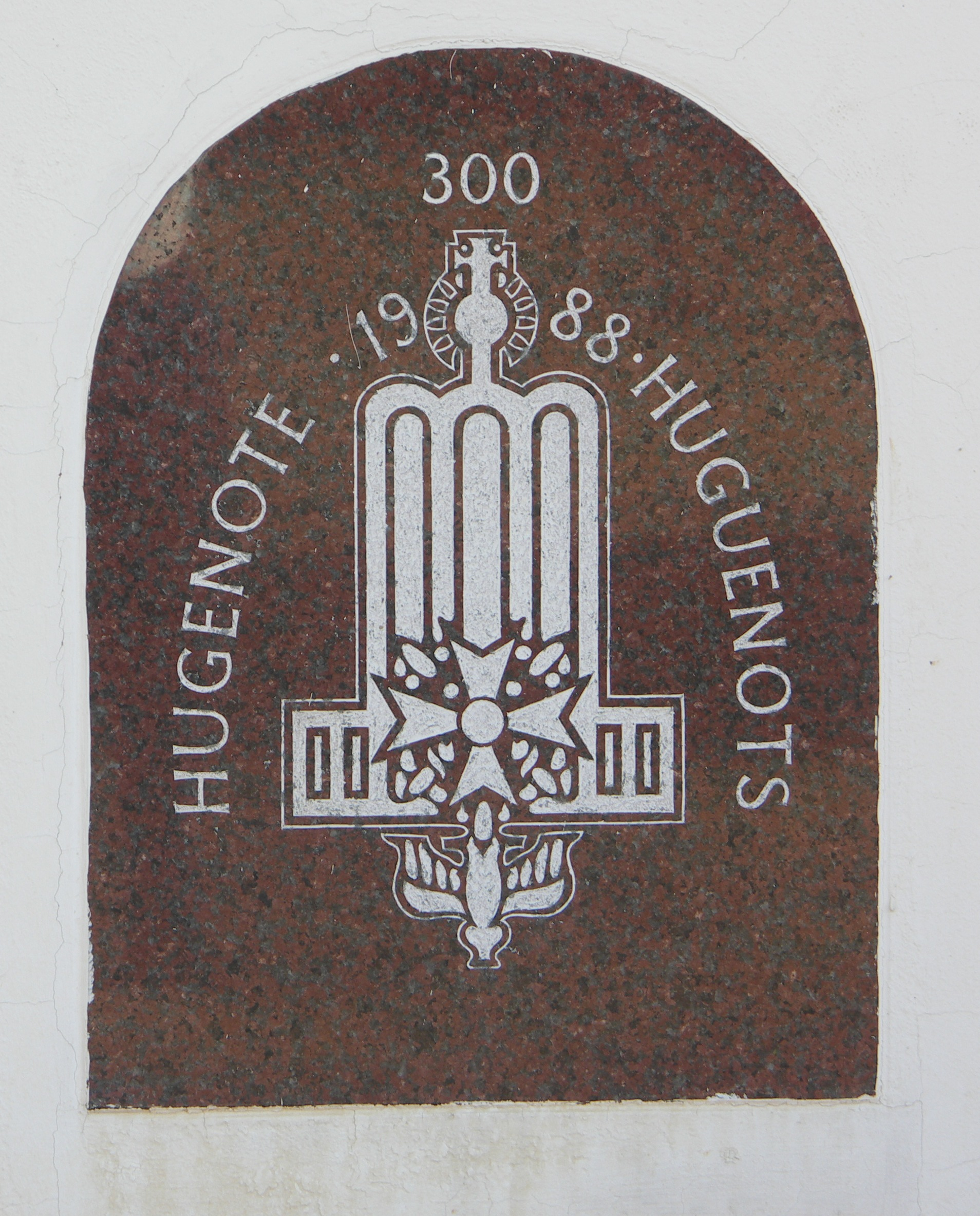
Placa que conmemora los 300 años de historia de los hugonotes en Sudáfrica.

Un gran número de inmigrantes blancos de Sudáfrica son descendientes de hugonotes. La mayoría de ellos se asentó en un principio en la Colonia del Cabo, pero luego fueron absorbidos por la población afrikáner y afrikáans, debido a que tenían similitudes religiosas con los colonos neerlandeses.

## Historia
Incluso antes de la llegada masiva de hugonotes en el Cabo de Buena Esperanza en el siglo XVII, un pequeño número de refugiados hugonotes individuales se asentaron en Sudáfrica. Entre ellos estaban François Villion, conocido más adelante como Viljoen, y los hermanos Du Toit. De hecho, el primer hugonote en llegar al Cabo de Buena Esperanza fue Maria de la Quellerie, la esposa del gobernador Jan van Riebeeck, quien fuera el que fundó el primer asentamiento en el Cabo en 1652 a nombre de la Compañía Neerlandesa de las Indias Orientales; no obstante, ella y su esposo se mudaron a Batavia diez años después. Luego de que un comisionado fue enviado desde la colonia en 1685 para atraer más colonos, un grupo más dedicado de inmigrantes comenzó a llegar. Un gran número de refugiados franceses comenzó a llegar al Cabo luego de dejar su país como resultado del Edicto de Fontainebleau que revocaba al Edicto de Nantes, el cual había otorgado tolerancia religiosa a los protestantes en ese país.
El 31 de diciembre de 1687 un grupo de hugonotes partió de Francia como parte de la primera emigración a gran escala de hugonotes al Cabo de Buena Esperanza, la cual tuvo lugar durante 1688 y 1689. Un total de 180 hugonotes de Francia, y 18 valones de la actual Bélgica, eventualmente se asentaron en el Cabo de Buena Esperanza. Un ejemplo notable de esto es la emigración de hugonotes de La Motte d'Aigues en Provencia, Francia. Luego de esta emigración en gran escala, familias hugonotas llegaron por separado al Cabo hasta incluso finales del primer cuarto del siglo XVIII, y la emigración de hugonotes subisidada por el estado llegó a su fin en 1706.
Este pequeño grupo de inmigrantes tuvo una marcada influencia en el carácter de los colonos neerlandeses. Fueron esparcidos y se les entregaron granjas ubicadas entre los granjeros neerlandeses. Debido a la política instituida en 1701 por la Compañía Neerlandesa de las Indias Orientales que obligaron a que las escuelas enseñen exclusivamente en neerlandés, que toda la correspondencia oficial se realizada en neerlandés, y estrictas leyes de asamblea, los hugonotes dejaron de tener una identidad cultural distinta para mediados del siglo XVIII, y el conociento del francés se disminuyó y eventualmente desapareció como un idioma hablado en los hogares. Esta asimilación en la población colonial también se debió a que muchos descendientes de hugonotes se casaron con personas de la población neerlandesa.

### Franschhoek

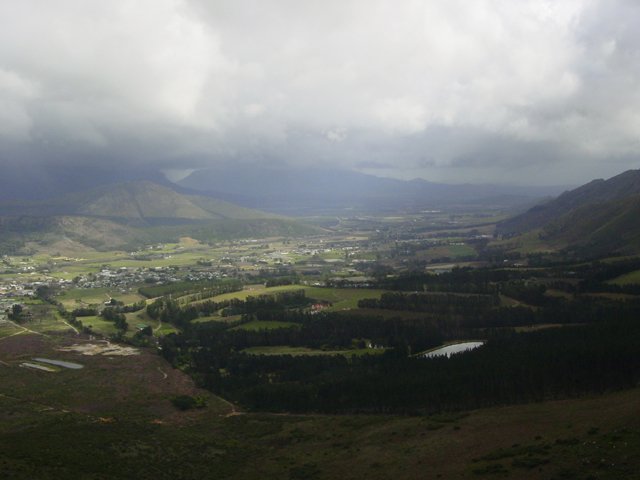
Valle de Franschhoek

Muchos de estos colonos fueron asignados a granjas en un área más adelante conocida como Franschhoek, "esquina francesa" en neerlandés, en la actual provincia Occidental del Cabo de Sudáfrica. El valle era conocido originalmente como Olifantshoek ("esquina de los elefantes"), llamado así por la gran cantidad de elefantes que deambulaban por el lugar. El área poco después fue renombrada como le Coin Français ("la esquina francesa"), y más adelante Franschhoek. Muchos de los colonos nombraron a sus granjas en honor a los lugares de Francia de los que venían: La Motte, La Cotte, Cabriere, Provence, Chamonix, Dieu Donne y La Dauphine fueron algunos de los nombres de las primeras granjas -— muchas de las cuales aún conservan sus construcciones originales.

### Museos y monumentos
Un monumento de gran tamaño para conmemorar la llegada de los hugonotes a Sudáfrica fue inaugurado el 17 de abril de 1948 en Franschhoek. Un museo dedicado a la historia hugonote en Sudáfrica está ubicado al lado del monumento.
Un monumento más pequeño que conmemora el 300 aniversario de la llegada de los hugonotes está ubicado en el Jardín Botánico de Johannesburgo.

## Legado

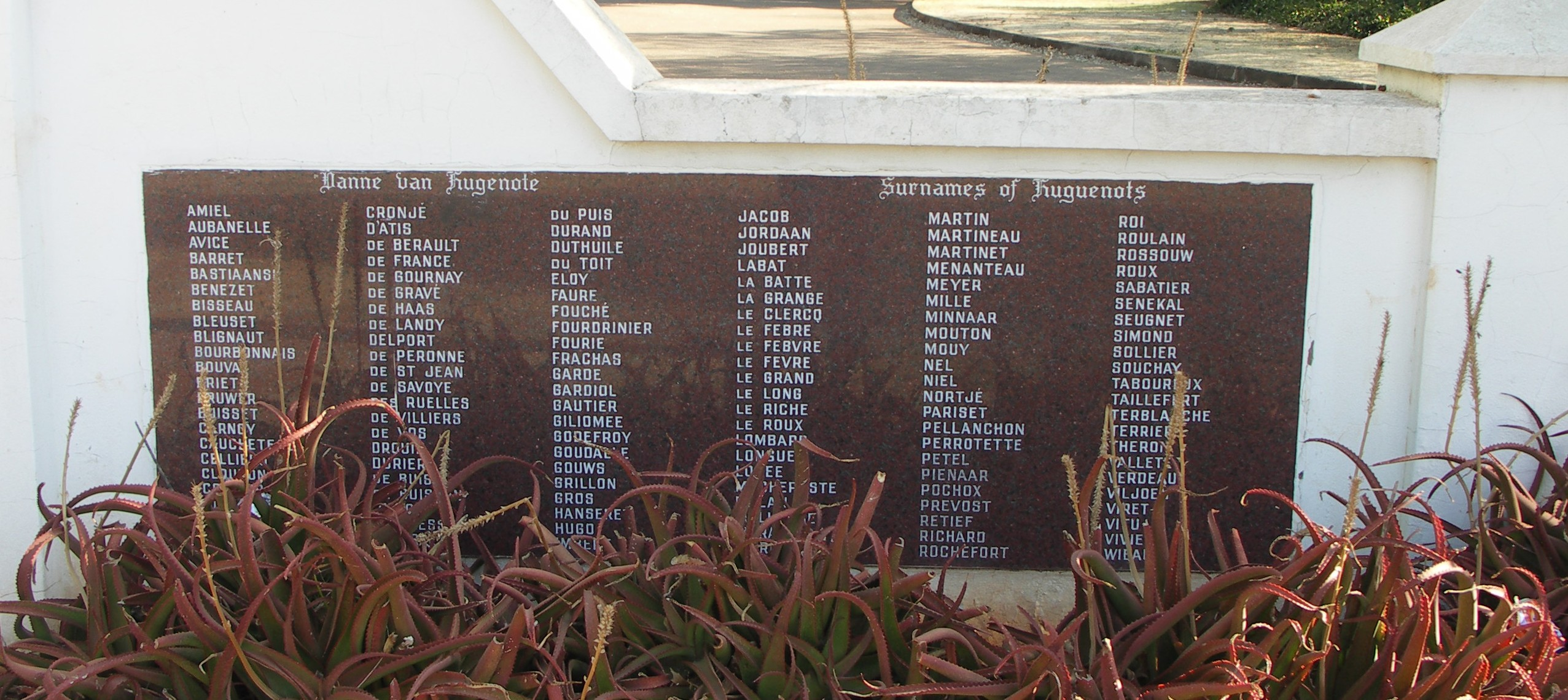
Apellidos de familias hugonotas en el Monumento Hugonote en el Jardín Botánico de Johannesburgo.

Existen muchas familias, hoy en día la mayoría hablantes de afrikáans, cuyos apellidos son evidencia de sus raíces hugonotas. Una lista detallada de estos apellidos se puede ver en el monumento hugonote en el Jardín Botánico de Johannesburgo. Entre los nombres más comunes están Blignaut, Cronje (Cronier), de Klerk (Le Clercq), Visagie (Visage), le Roux, Leonard, Lombard, Malan, Michel, Rossouw, Roux, Terreblanche, Taljard, Theron y Viljoen (Villion).
Algunos de los descendientes de estas primeras familias hugonotas se convirtieron en importantes figuras de la sociedad sudafricana, más notablemente F.W. de Klerk, el último presidente de Sudáfrica en la era del apartheid. Otros sudafricanos notables de ascendencia hugonota incluyen a la actriz Charlize Theron, el jugador de rugby Francois Pienaar y el activista anti-apartheid Beyers Naudé.
Varios nombres franceses también se volvieron populares entre afrikáneres, entre ellos Francois (François), Jacques y Eugene.
La industria vitivinícola de Sudáfrica fue influenciada profundamente por los hugonotes, de los cuales muchas de sus familias tenían viñedos en Francia. Muchas de las granjas en la provincia Occidental del Cabo aún llevan nombres franceses, tales como Cabrière, La Bourgogne, La Bri, La Chataigne y La Roche.

## Más información
- Lugan, Bernard (1996). Ces Francais Qui Ont Fait L'Afrique Du Sud ("The French People Who Made South Africa"). Bartillat. ISBN 2-84100-086-9.
- Weiss, M. Charles (1854). History of the French Protestant Refugees, from the Revocation of the Edict of Nantes to our own days. (Translated from the French by Henry William Herbert) New York: Stringer & Townsend.
- Memory and Identity: The Huguenots in France and the Atlantic Diaspora, Bertrand Van Ruymbeke & Randy J. Sparks, Published 2003 Univ of South Carolina Press, ISBN 1-57003-484-2
- The Huguenots of South Africa 1688–1988, Pieter Coertzen & Charles Fensham, Published 1988 Tafelberg, ISBN 0-624-02623-X
- The French refugees at the Cape (1921), Botha, C. Graham